# Bashkirosaurus
Bashkirosaurus tcherdyncevi
Genre
Espèce
Bashkirosaurus est un genre fossile de temnospondyles archégosauroïdes de la famille des Archegosauridae. Il n'est représenté que par son espèce type, Bashkirosaurus tcherdyncevi, et, en 2022, le genre est resté monotypique.

## Systématique
Le genre Bashkirosaurus et l'espèce Bashkirosaurus tcherdyncevi ont été décrits en 1981 par le paléontologue russe Youri Mikhaïlovitch Gubin (d) (1950-2018),.

## Présentation
Les restes fossiles de l'holotype de l'espèce Bashkirosaurus tcherdyncevi proviennent de la localité de Belebei, du district de Belebeiskii, dans la province de Bashkortostan (Bachkirie), dans la Cisuralie occidentale, en Russie européenne,.

## Publication originale
- (ru) Y. M. Gubin, « Новый платиопозаврид из Башкирии [A new platyoposaurid from Bashkiria] », Paleontological Journal, U.R.S.S, vol. 1981, no 2,‎ 1981, p. 141-143 (ISSN 0031-0301).